# Aneristos
Aneristos o Anerist (Aneristus, Ἀνήριστος) fou un polític espartà. Era fill d'Espèrties i net d'un altre Aneristos. Fou enviat com ambaixador de Pèrsia al començament de la guerra del Peloponès (430 aC) per demanar el suport persa però fou capturat amb tota la seva comitiva per Sadocos, fill del rei dels odrisis, Sitalces, i entregat a Atenes, on fou executat.